# Chisocheton laosensis
Chisocheton laosensis är en tvåhjärtbladig växtart som beskrevs av François Pellegrin. Chisocheton laosensis ingår i släktet Chisocheton och familjen Meliaceae. Inga underarter finns listade i Catalogue of Life.